# 法瓦德常數
法瓦德常數（英語：Favard constant）也稱為阿希耶澤爾-克林-法瓦德常數為一數學常數，r階的法瓦德常數定義如下
{\displaystyle K_{r}={\frac {4}{\pi }}\sum \limits _{k=0}^{\infty }\left[{\frac {(-1)^{k}}{2k+1}}\right]^{r+1}.}
法瓦德常數得名自法國數學家尚·法瓦德及蘇聯數學家瑙姆·阿希耶澤爾及馬克·克林。

## 特殊值
{\displaystyle K_{0}=1.}
{\displaystyle K_{1}={\frac {\pi }{2}}.}
{\displaystyle K_{2}={\frac {\pi ^{2}}{8}}.}

## 用途
此常數出現在許多極值問題的解中，例如
- 針對三角多项式的傑克森不等式（英语：Jackson's inequality）
- 朗道-柯爾莫哥洛夫不等式（英语：Landau–Kolmogorov inequality）
- 週期性完美樣條（英语：perfect spline）的模